# Lachapelle (Tarn-et-Garonne)
Lachapelle település Franciaországban, Tarn-et-Garonne megyében. Lakosainak száma 119 fő (2022. január 1.). Lachapelle Miradoux, Peyrecave, Mansonville, Poupas, Puygaillard-de-Lomagne és Saint-Jean-du-Bouzet községekkel határos.

## Népesség
A település népességének változása:
| Lakosok száma | 124  | 116  | 117  | 118  | 118  | 118  | 118  | 118  | 119  |
|               | 2013 | 2015 | 2016 | 2017 | 2018 | 2019 | 2020 | 2021 | 2022 |